# Бромежик (Плоцький повіт)
Бромежик (пол. Bromierzyk) — село в Польщі, у гміні Старожреби Плоцького повіту Мазовецького воєводства.
Населення — 260 осіб (2011).
У 1975-1998 роках село належало до Плоцького воєводства.

## Демографія
Демографічна структура станом на 31 березня 2011 року:
|          | Загалом | Допрацездатний вік | Працездатний вік | Постпрацездатний вік |
| -------- | ------- | ------------------ | ---------------- | -------------------- |
| Чоловіки | 135     | 27                 | 87               | 21                   |
| Жінки    | 125     | 32                 | 60               | 33                   |
| Разом    | 260     | 59                 | 147              | 54                   |